# Bruggwald

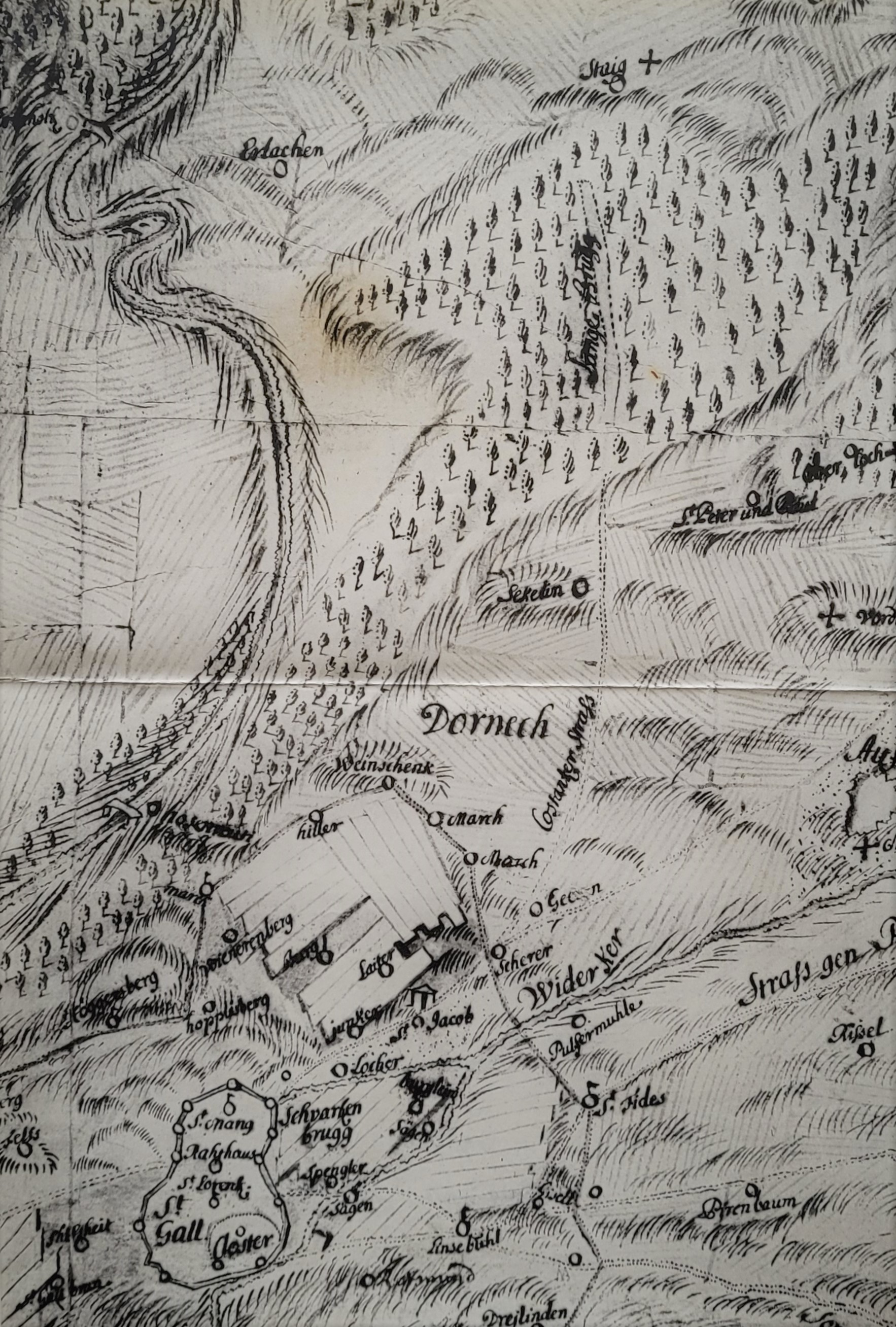
Alte Konstanzerstrasse zwischen St. Gallen und Wittenbach (1798)

Der Bruggwald ist ein Waldgebiet im Kanton St. Gallen. Dessen Name wurde vom befestigten Pfad Lange Brugg der Alten Konstanzerstrasse abgeleitet.

## Bezeichnung und Lage
Die Bezeichnung stammt von der Langen Brugg in einem steilen, feuchten Waldteil von St. Gallen-Rotmonten in Richtung Wittenbach SG. Es handelte sich um keine Flussbrücke, sondern einen Weg, welcher streckenweise als Prügelweg besser begehbar gemacht wurde.
Dieser Wald erstreckt sich über Teile des Gebiets der Gemeinden St. Gallen und Wittenbach.
In der Gemeinde St. Gallen stösst der Bruggwald an die Quartiere Langgass-Heiligkreuz und Rotmonten mit den Siedlungen Wildpark/Kirchli, Heiden und Strebel auf der Nordwestseite des Rosenbergs. In der Gemeinde Wittenbach liegen die Ortsteile Steig und Kronbühl am nördlichen Rand des Bruggwalds sowie Lässerhof und Gatter im Sittertobel. Durch den Lehmabbau für die Ziegelei Bruggwald entstand westlich der Bruggwaldstrasse zwischen Kronbühl und Heiligkreuz eine halbrunde, etwa 300 m breite Fläche, welche heute weitgehend überbaut ist.

## Ziegelei Bruggwald

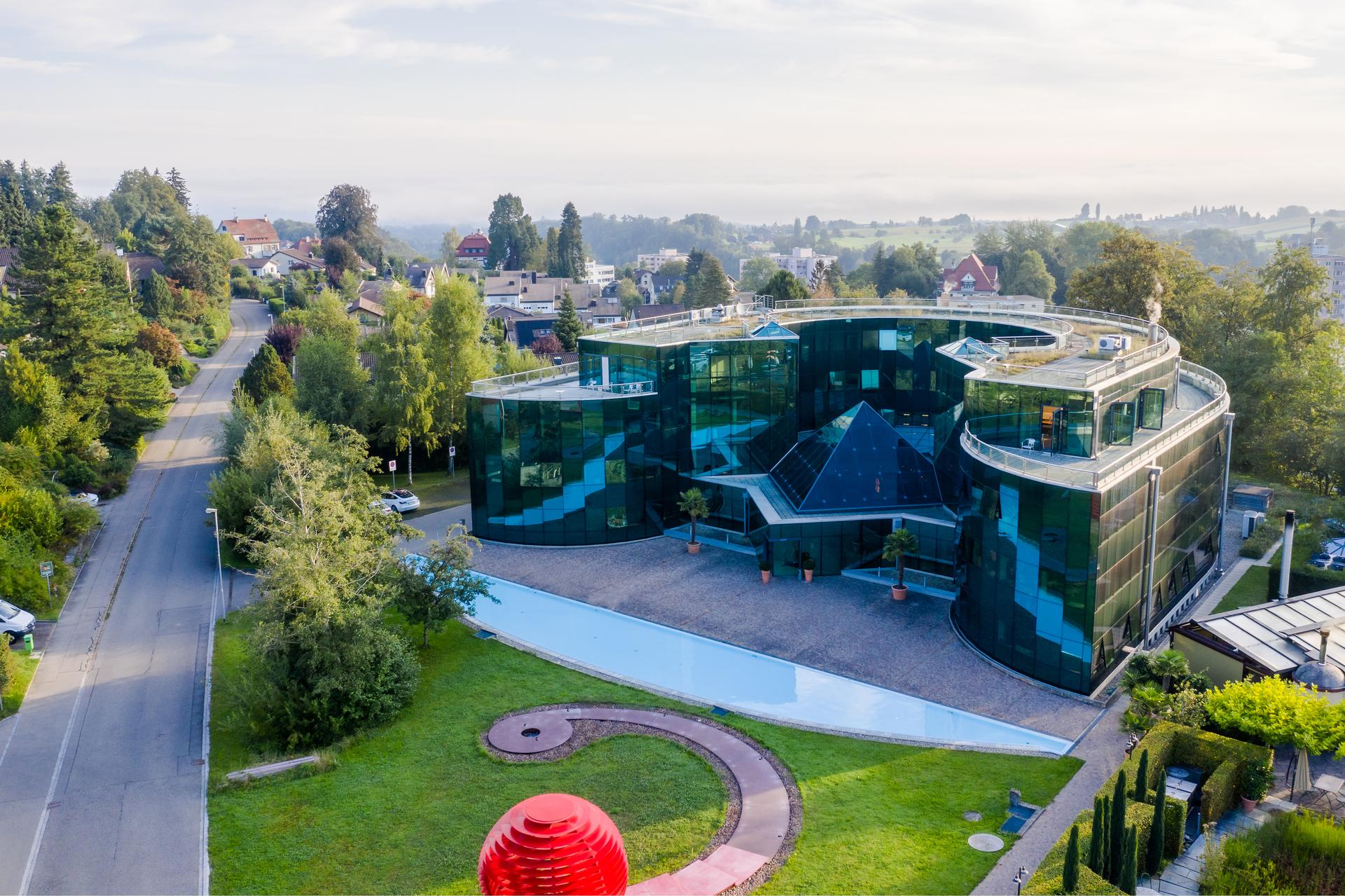
Hauptgebäude Abacus Research in Wittenbach SG

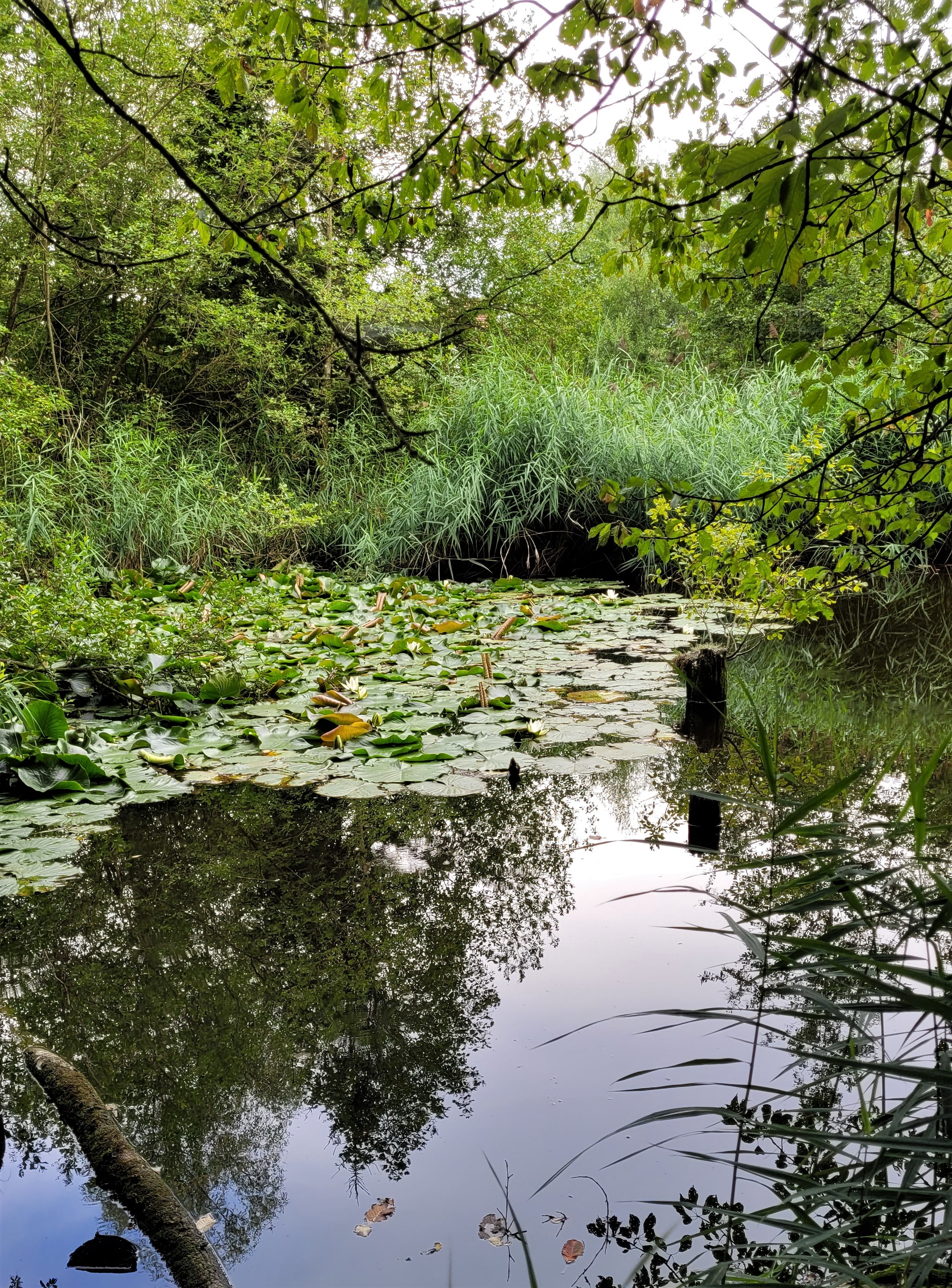
Naturschutzgebiet Ziegelei Bruggwald: Amphibienbiotop

Jacob Schmidheiny I erschloss 1888 in Kronbühl eine Lehmgrube am Rande des Bruggwalds zur Belieferung von Material für seine Ziegelei im Espenmoos in St. Gallen. Als diese abbrannte, baute er 1903 eine neue beim Bruggwald, an der Bruggwaldstrasse neben seiner bereits bestehenden Lehmgrube. Als er 1905 verstarb, setzte sein Sohn Jacob Schmidheiny II den Ausbau der Ziegelei Bruggwald fort. Als Geschäftsleiter setzte er Otto Oesch-Maggion ein, welchen er aus der Gemeinde Balgach als Gemeindeschreiber und späteren Gemeinderat kannte. Ab 1941 wurde diese Ziegelhütte Teil der Zürcher Ziegeleien. Diese verfügten 1974 aus wirtschaftlichen Gründen die Schliessung der Ziegelei Bruggwald.
Nach Aufgabe der Ziegelproduktion am Standort Bruggwald setzte eine Umnutzung ein. Die Produktionsgebäude wurden abgerissen und darauf u. a. der Neubau für den Stammsitz des Softwareunternehmens Abacus Research erstellt.

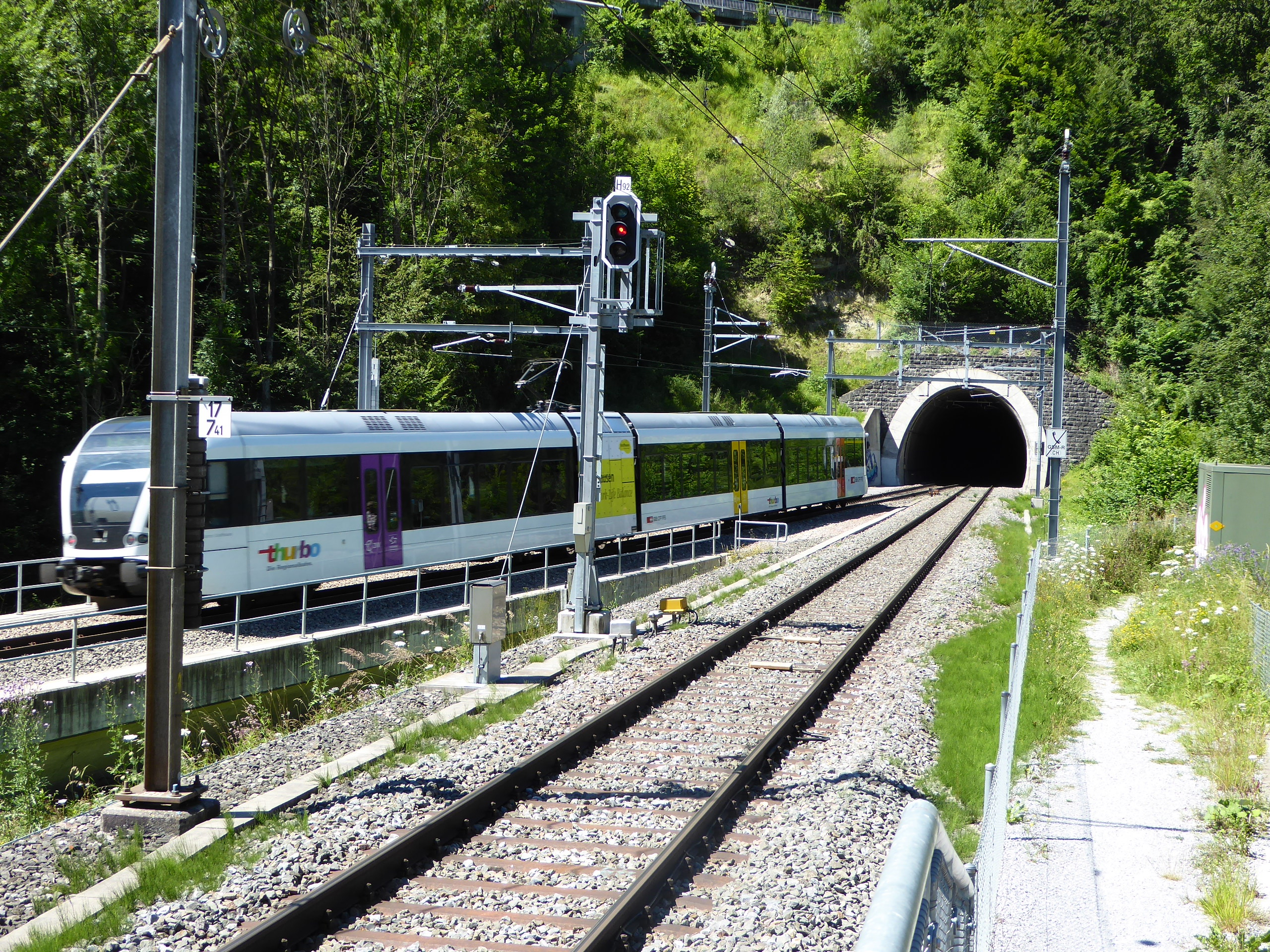
Bruggwaldtunnel: Südportal 2016

Im Randgebiet hin zum Bruggwald entstand an den Böschungen der ehemaligen Lehmgrube und den vorgelagerten Flächen ein national bedeutendes Amphibienlaichgebiet, welches in die Liste der Schutzgebiete im Kanton St. Gallen aufgenommen wurde (seit 2001: CH05-170027 Ziegelei Bruggwald).

## Bruggwaldtunnel
Von 1907 bis 1910 wurde der Bruggwaldtunnel unter dem Bruggwald von St. Gallen-St. Fiden nach Wittenbach mit einer Länge von 1731 m erbaut. Er ist bis heute Teil der Bahnverbindung von St. Gallen nach Romanshorn.